# Mercury-Atlas 7
Mercury-Atlas 7 – drugi w historii amerykański orbitalny załogowy lot kosmiczny. Odbył się 24 maja 1962, w ramach programu Mercury. Kapsuła statku, pilotowana przez astronautę Scotta Carpentera, wykonała trzy okrążenia Ziemi, po czym bezpiecznie wodowała w Oceanie Atlantyckim.

## Załoga

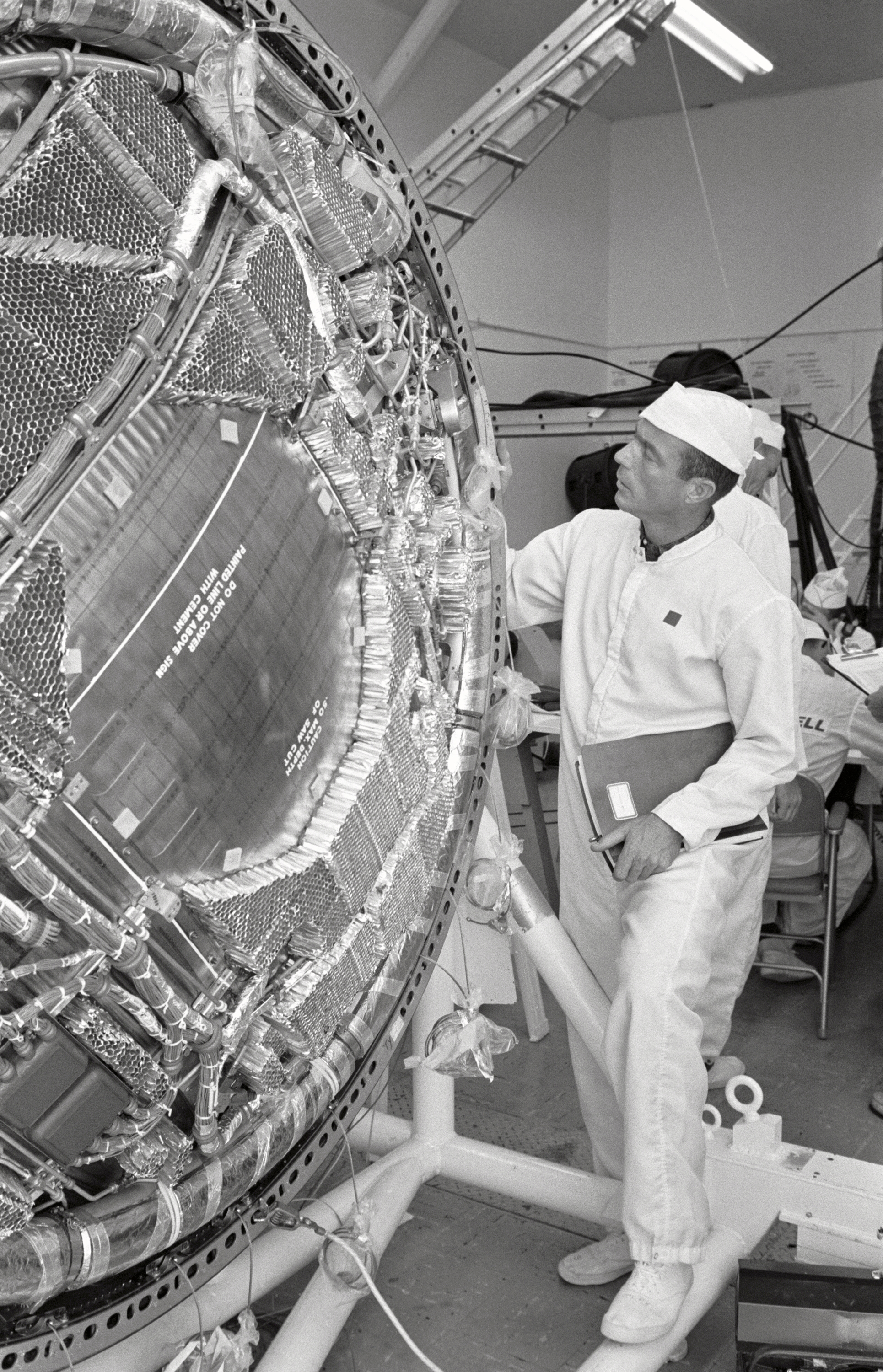
Scott Carpenter ogląda osłonę termiczną swojej kapsuły

Załogę kapsuły Mercury stanowił Scott Carpenter. Jego dublerem był Walter Schirra. Pierwotnie, pilotem statku MA-7 miał być Deke Slayton, jednakże został on wykluczony ze względu na wykrycie u niego choroby serca.

## Opis misji

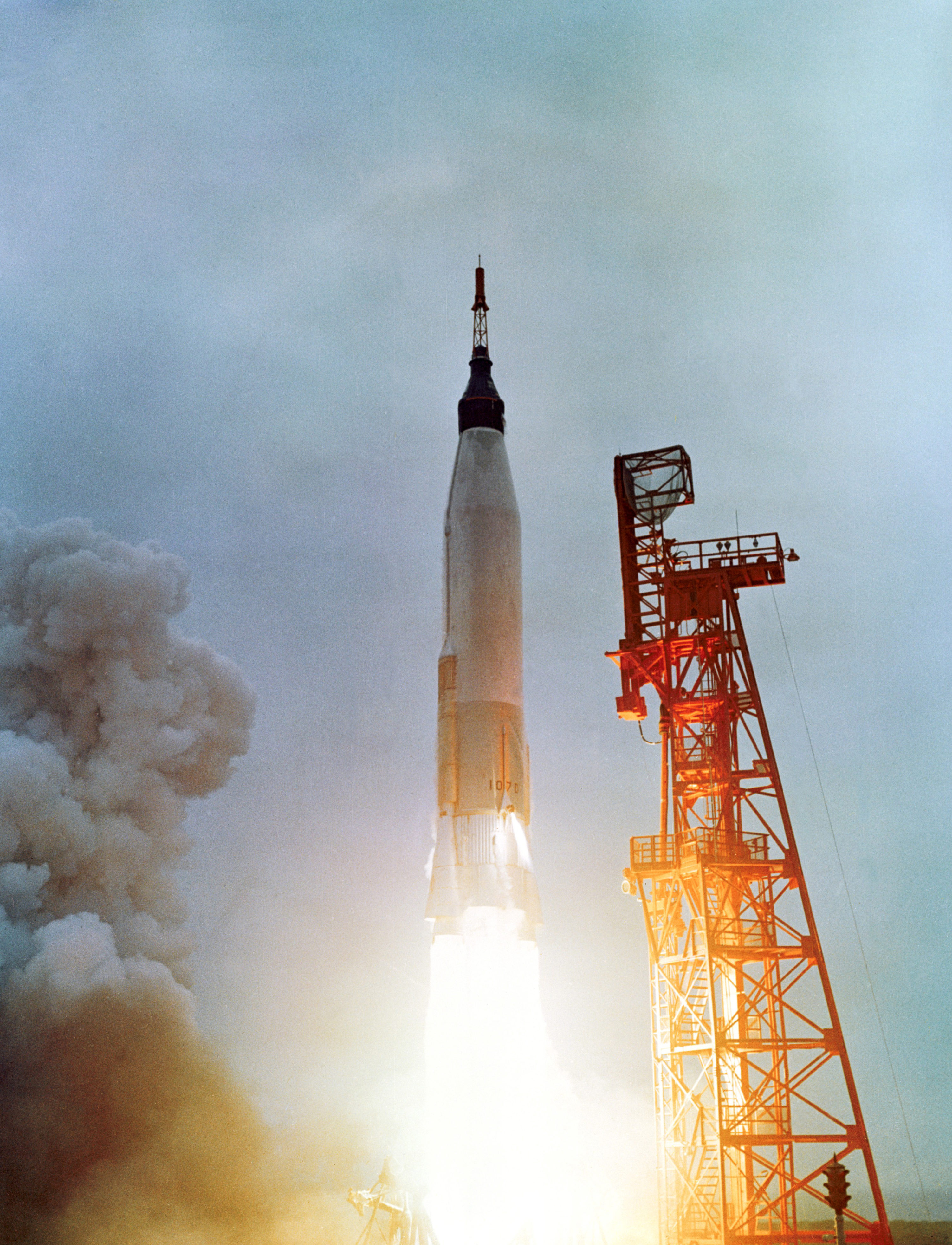
Rakieta Atlas D z kapsułą Aurora 7 w trakcie startu

### Statek
Wyznaczona do lotu kapsuła nr 18 została dostarczona na Przylądek Canaveral 15 listopada 1961. Rakieta Atlas D (o numerze seryjnym 107) została zaś wytoczona z zakładów Convair w San Diego 25 lutego 1961, a na Przylądek dotarła 6 marca 1962. Na pokładzie znalazła się aparatura badawcza.

### Rakieta nośna
Rakieta Atlas D została zmodyfikowana na potrzeby programu Mercury. Rakieta wykorzystana w tej misji miała zmienione izolacje przegród i zmniejszony o 1,2 sekundy czas działania silnika. Po wyłączeniu silnika marszowego w czwartej minucie lotu hydrauliczny przełącznik silnika marszowego ustawił się błędnie w położeniu przerwania misji. Był to jeden z dwóch przełączników, drugi działał poprawnie, dzięki czemu nie zadziałał układ operacji przerwania misji (aby to nastąpiło, oba przełączniki musiałyby sygnalizować konieczność przerwania lotu).

### Lot
Przygotowanie do startu i odliczanie zostały zaplanowane identycznie jak w poprzedniej misji Mercury-Atlas 6. Obie części odliczania przebiegły bez zakłóceń. Astronauta został umieszczony w statku o 9:43. Natomiast start nastąpił o 12:45:16. Carpenterowi dano natomiast więcej zadań związanych z ręcznym sterowaniem. Przewidziano też większą liczbę eksperymentów naukowych. Pięciogodzinny lot Carpentera skupiał się wokół doświadczeń naukowych, takich jak badanie płynów w stanie nieważkości, fotografowanie Ziemi, czy (nieudane) próby obserwacji rac wystrzeliwanych z Ziemi. Eksperyment dotyczący hamowania atmosferycznego i dostrzegania kolorów w kosmosie, z użyciem wypuszczanego nadmuchiwanego balonu, powiódł się częściowo. Przy końcu trzeciej, ostatniej orbity, Carpenter niechcący uderzył dłonią w ścianę statku i tym samym rozwiązał zagadkę świetlików, które zauważył John Glenn podczas pierwszego amerykańskiego lotu orbitalnego. Strumień świecących cząsteczek otaczający kapsułę okazał się być kryształkami lodu ulatującymi z poszycia i elementów kapsuły. W chwili poprzedzającej włączenie silników hamujących okazało się, że układ sterujący nie działa prawidłowo. Na polecenie obsługi naziemnej, astronauta musiał ręcznie odpalić silniki. Zajęło to tyle czasu, że kapsuła minęła miejsce, w którym miała wejść w atmosferę. W rezultacie kapsuła wodowała 250 mil morskich od zaplanowanego miejsca i astronauta dryfował w niej trzy godziny, zanim został odnaleziony przez załogę helikoptera. Wyłowienie kapsuły wymagało obecności okrętu, który dotarł do niej po kolejnych trzech godzinach. Pojazd podjął lotniskowiec USS Inrepid.

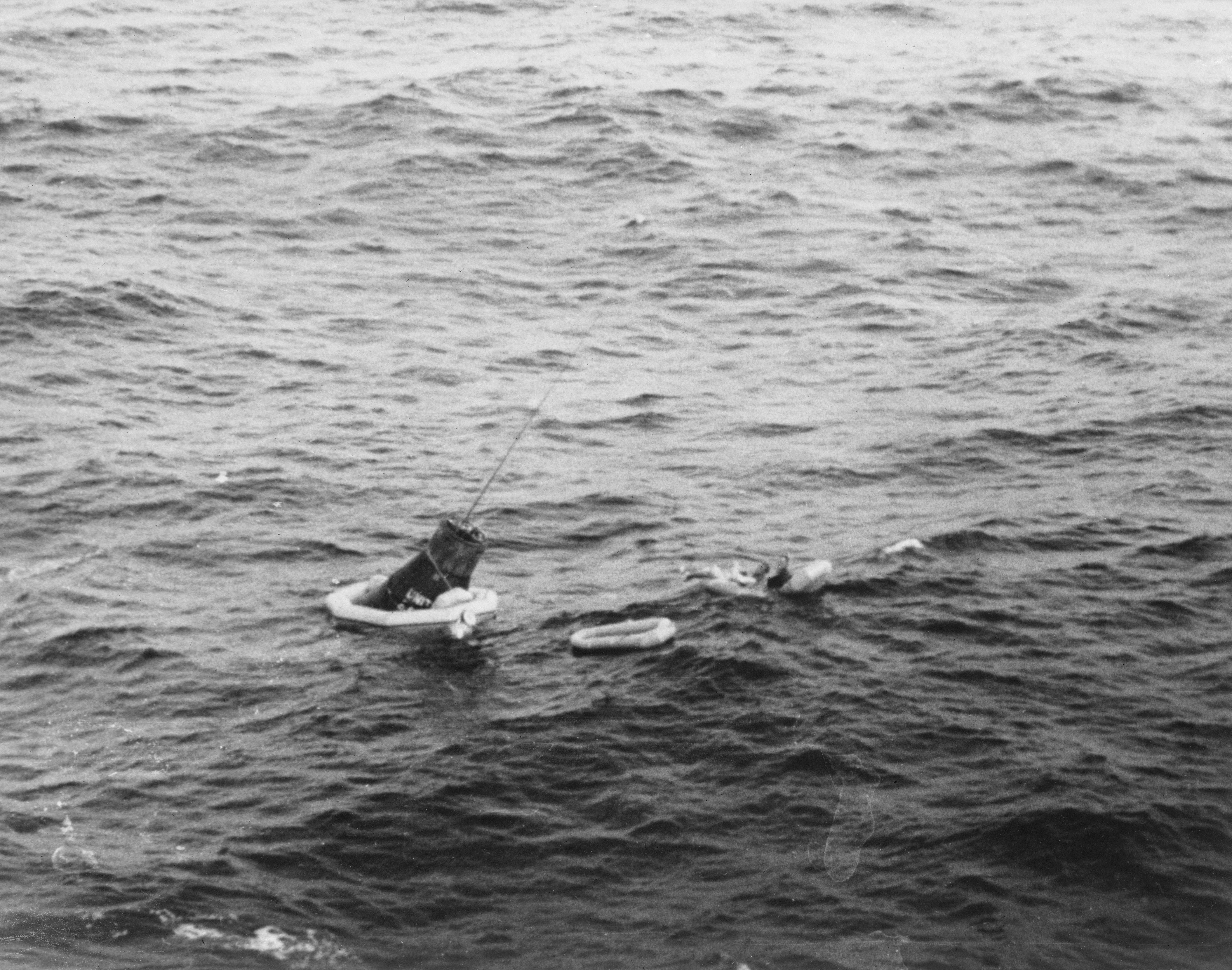
Odzyskiwanie z wody kapsuły Aurora 7

### Podsumowanie lotu
Łączny czas przebywania w stanie nieważkości wyniósł 4 godziny, 39 minut, 32 sekundy. Działanie statku Mercury i rakiety Atlas było prawidłowe niemal pod każdym względem. Wykonano wszystkie zakładane dla lotu cele. Jedyną nieprawidłowością było złe działanie czujnika horyzontu w automatycznym systemie sterowania nachyleniem. Pilot jednak wprowadzał konieczne poprawki poprzez ręczne sterowanie – powodzenie misji nie było zagrożone. Ulepszenie działania systemu silniczków korekcyjnych, które sprawiały kłopoty w poprzedniej misji (Mercury-Atlas 6), okazało się skuteczne. Temperatura w kabinie i skafandrze była wysoka, ale w granicach tolerancji. Podczas lotu nie zarejestrowano pewnych danych biomedycznych, ale nie było wątpliwości co do dobrego stanu astronauty przez cały czas lotu. Misja dowiodła sprawności systemów statków Mercury i umożliwiła przejście do misji dłuższych i bardziej wymagających.
NASA jednak nie była zadowolona z wyników Carpentera (chodziło głównie o zużycie całego zapasu paliwa do ręcznego korygowania położenia kapsuły).
Kapsuła użyta w locie Mercury-Atlas 7 jest wystawiona w muzeum nauki i przemysłu w Chicago.

## Misja w liczbach
- misja: Mercury-Atlas 7
- astronauta: Scott Carpenter
- start: 24 maja 1962
- czas trwania misji: 4 godz. 56 min. 15 s.
- pokonana odległość: 122 344 km
- maksymalna prędkość: 28 242 km/h
- maksymalne przyspieszenie: 7,8 g (76 m/s²)[1].

## Chronologia lotu MA-7
| Czas od chwili startu | Wydarzenie                         | Opis |
| --------------------- | ---------------------------------- | --- |
| T+00:00:00            | Start                              | Start rakiety z kapsułą Mercury; włączenie się zegara pokładowego                                                                                  |
| T+00:00:02            | Sekwencja obrotu                   | Rakieta obraca się w tempie 2,5°/s z 30° do 0° |
| T+00:00:16            | Sekwencja nachylenia               | Rakieta pochyla się w tempie 0,5°/s z 90° do 0° |
| T+00:00:30            | Włączenie kierowania radiowego     | System kierowania radiowego nawiązuje łączność z rakietą, by kierować nią aż do osiągnięcia orbity                                                 |
| T+00:01:24            | Maks. Q (ciśnienie dynamiczne)     | Ciśnienie dynamiczne osiąga największą wartość |
| T+00:02:10            | BECO                               | Wyłączenie się silnika dodatkowego rakiety Atlas i odrzucenie go                                                                                   |
| T+00:02:33            | Odrzucenie wieży                   | Niepotrzebna już wieża ucieczkowa zostaje odrzucona                                                                                                |
| T+00:02:25            | Sekwencja nachylenia               | Po odrzuceniu wieży, rakieta pochyla się jeszcze bardziej (zgodnie z planem)                                                                       |
| T+00:05:20            | SECO                               | Wyłączenie się silnika marszowego rakiety; kapsuła osiąga orbitę; prędk. 7844 m/s                                                                  |
| T+00:05:24            | Oddzielenie się kapsuły            | Rakiety odłączają kapsułę od rakiety i nadają jej prędk. 5 m/s                                                                                     |
| T+00:05:25            | 5 sekundowa sekwencja spowalniania | Automatyczny system przez 5 sekund spowalnia statek przygotowując go do manewry obrotu                                                             |
| T+00:05:25            | Manewr obrotu                      | Kapsuła obraca się o 180°, osłoną termiczną w kierunku lotu; dziób jest skierowany 34° w dół – w pozycji do odpalenia silników hamujących          |
| T+00:05:30 T+04:30:00 | Działania na orbicie               | Przez 3 okrążenia Ziemi trwają zaplanowane na czas lotu działania z udziałem astronauty                                                            |
| T+04:30:00            | Sekwencja hamowania                | System hamowania przez 30 sekund sprawdza czy statek ma właściwe położenie (-34° nachylenia, 0° odchylenia o toru lotu, 0° obrotu)                 |
| T+04:30:30            | Hamowanie                          | Trzy rakiety, odpalane kolejno po 5 sekundowych przerwach (każda pracuje przez 10 sekund), wytwarzają ΔV 168 m/s                                   |
| T+04:31:00            | Złożenie peryskopu                 | Peryskop zostaje automatycznie złożony w ramach przygotowań do wejścia w atmosferę                                                                 |
| T+04:31:50            | Odrzucenie ładunku wstecznego      | Następuje odrzucenie tzw. „ładunku wstecznego” |
| T+04:33:00            | Manewr zmiany położenia            | Automatyczny system ponownie ustawia statek w położeniu -34° nachylenia, 0° odchylenia o toru lotu, 0° obrotu                                      |
| T+04:40:30            | Manewr „0,05g”                     | Automatyczny system kontrolujący kapsułę wykrywa rozpoczęcie wejścia w atmosferę i wprawia statek w ruch obrotowy (10°/s) w celu stabilizacji lotu |
| T+04:50:20            | Otworzenie spadochronu hamującego  | Na wysokości 6,7 km otwiera się spadochron hamujący; kapsuła opada teraz z prędkością 111 m/s                                                      |
| T+04:50:25            | Otwarcie chrap                     | Na wys. ok. 6 km otwierają się chrapy łapiące świeże powietrze; następuje chłodzenie kabiny                                                        |
| T+04:51:55            | Otwarcie głównego spadochronu      | Na wys. ok. 3 km otwiera się główny spadochron; prędkość opadania zmniejsza się do 9 m/s                                                           |
| T+04:52:00            | Rozłożenie podwozia powietrznego   | Następuje ręczne włączenie podwozia powietrznego, które pompuje się i opada wraz z osłoną termiczną o 120 cm                                       |
| T+04:52:30            | Wyrzucenie paliwa                  | Automatyczne wyrzucenie resztek paliwa z pokładu kapsuły                                                                                           |
| T+04:57:10            | Wodowanie                          | Kapsuła ląduje w wodzie, około 400 km od planowanej strefy upadku                                                                                  |
| T+04:57:10            | Uruchomienie kompletu ratunkowego  | Komplet składał się z zielonej flary, radiolatarni i anteny biczowej                                                                               |